# ルートヴィヒ・クラフト (ナッサウ＝ザールブリュッケン伯)
ルートヴィヒ・クラフト（Ludwig Kraft, Graf von Nassau-Saarbrücken, 1663年3月28日 - 1713年2月14日）は、ナッサウ＝ザールブリュッケン伯（在位：1677年 - 1713年）。

## 生涯
ルートヴィヒ・クラフトはナッサウ＝ザールブリュッケン伯グスタフ・アドルフとエレオノーレ・クララ・フォン・ホーエンローエ＝ノイエンシュタインの息子である。父グスタフ・アドルフは捕虜としてフランスに捕らえられていたため、伯父ホーエンローエ＝ノイエンシュタイン伯ヴォルフガング・ユリウスのいるノイエンシュタインおよび、後にはテュービンゲンにおいて教育を受けた。
1677年に父が死去すると、ルートヴィヒ・クラフトはザールブリュッケン伯領およびザールヴェルデン伯領を継承したが、若年であったため最初は母エレオノーレ・クララが領地の統治を行った。1680年、ルートヴィヒ・クラフトらはフランス王ルイ14世に忠誠を誓うことを余儀なくされた。ザールブリュッケンとザールヴェルデンはルイ14世のいわゆる再統合政策の一環としてフランス王国に編入され、その後まもなく1684年頃に創設されたラ・サール県の一部となった。しかし、ルートヴィヒ・クラフトらは依然としてある程度の政治的影響力を保持していた。
1682年にフランス軍に入隊したが、1684年に連隊が解散されたため退役した。1685年に成人を宣言した後、短期間オラニエ公ウィレム3世の軍に加わったが、フランス王はルートヴィヒ・クラフトの領地からの収入を没収すると脅しオラニエ公の軍から離脱させ、フランス軍に復帰した。ルートヴィヒ・クラフトが軍に所属している間、母エレオノーレ・クララはルートヴィヒ・クラフトの領地の統治を続けた。ルートヴィヒ・クラフトはすぐに自らの騎兵連隊を率いて、最初はナッサウ連隊（デュモンと呼ばれていた）、次にドイツ騎兵連隊に加わり、数年後には中将にまで昇進した。
ルートヴィヒ・クラフトはその生涯を通じて、勇敢さ、冷静さおよび軍事的才覚で知られていた。1684年、ルクセンブルク包囲戦に参加。大同盟戦争中はネーデルラント軍に加わり、フルーリュスの戦い（1690年、重傷を負った）、ナミュール包囲戦、ステーンケルケの戦い（1692年）、ネールウィンデンの戦い（1693年）に参加した。フランス王はこれに対して、ルートヴィヒ・クラフトの領土を接収した。1697年のレイスウェイク条約後、領土はルートヴィヒ・クラフトに返還され、摂政となった。スペイン継承戦争中は、顧問的立場のみ務めた。
ルートヴィヒ・クラフトは領地をさらなる戦いから守ることができたことから、良い統治者であったと見なされている。また、司法行政と国家財政を組織し、慈悲深く、学校制度の再編も行った。
ルートヴィヒ・クラフトは1713年2月14日にザールブリュッケンで死去した。生き残った男子がいなかったため、弟のカール・ルートヴィヒが伯位を継承した。

## 結婚と子女
1699年4月25日、ホーエンローエ＝ランゲンブルク伯ハインリヒ・フリードリヒの娘フィリッピーネ・ヘンリエッテ・ホーエンローエ＝ランゲンブルク（1679年 - 1751年）と結婚した。2人の間には以下の子女が生まれた。
- エリーゼ（1700年 - 1712年） - 早世
- エレオノーラ・ドロテア（1701年 - 1702年） - 早世
- ヘンリエッテ（1702年 - 1769年）
- カロリーネ（1704年 - 1774年） - プファルツ＝ビルケンフェルト＝ツヴァイブリュッケン公クリスティアン3世と結婚
- ルイーゼ・ヘンリエッテ（1705年 - 1766年） - シュトルベルク＝ゲーデルン伯フリードリヒ・カールと結婚
- エレオノーレ（1707年 - 1769年） - ホーエンローエ＝ランゲンブルク伯ルートヴィヒと結婚
- ルートヴィヒ（1709年 - 1710年） - 早世
- クリスティナ（1711年 - 1712年） - 早世